# Uniwersytet Ruhry w Bochum
Uniwersytet Ruhry w Bochum (niem. Ruhr-Universität Bochum) – niemiecka uczelnia publiczna w Bochum. Została założona w 1962 roku.